# Milan Football Club 1933-1934
Questa voce raccoglie le informazioni riguardanti il Milan Football Club nelle competizioni ufficiali della stagione 1933-1934.

## Stagione

Mario Romani, al Milan dal 1932 al 1936.

Prima dell'inizio di questa stagione Luigi Ravasco torna alla guida della società, questa volta in veste di commissario straordinario. Come allenatore viene scelto l'ungherese József Viola. Con l'obbiettivo di rafforzare la rosa, vengono tesserati, tra gli altri, Antonio Bortoletti, Carlo Rigotti, Benedetto Stella e Andrea Capitanio.
In questa stagione il Milan parte bene, tanto da riuscire a raggiungere alla fine del girone d'andata il 4º posto in classifica. Degno di nota, nella prima parte del campionato, il successo casalingo con la Juventus per 3 a 1. Il ritorno è invece pessimo, tant'è che i rossoneri chiudono il torneo al 9º posto. Nella prima parte del campionato il Milan riesce a totalizzare 20 punti, nel secondo solo 13. Questo risultato è anche causato dal diverso comportamento della squadra in casa e in trasferta: a San Siro i rossoneri conquistano 26 punti, mentre fuori casa solo 7. Esternamente i rossoneri non vincono neppure una partita, mentre a San Siro hanno un ruolino di marcia eccellente.

## Divise
| Casa | Trasferta |

## Organigramma societario
Area direttiva
- Presidente: -
- Commissario straordinario: Luigi Ravasco

Area tecnica
- Allenatore: József Viola
- Massaggiatore:	Luigi Clerici

## Rosa
| N. |                   | Ruolo | Calciatore               |
| -- | ----------------- | ----- | ------------------------ |
|    | Italia (bandiera) | P     | Alessandro Bonetti       |
|    | Italia (bandiera) | P     | Dario Compiani           |
|    | Italia (bandiera) | D     | Giuseppe Bonizzoni       |
|    | Italia (bandiera) | D     | Luigi Perversi           |
|    | Italia (bandiera) | D     | Carlo Rigotti (capitano) |
|    | Italia (bandiera) | C     | Antonio Bortoletti       |
|    | Italia (bandiera) | C     | Giorgio Buila            |
|    | Italia (bandiera) | C     | Andrea Capitanio         |
|    | Italia (bandiera) | C     | Luigi Cresta             |
|    | Italia (bandiera) | C     | Arrigo Fibbi             |
|    | Italia (bandiera) | C     | Pietro Maestroni         |

| N. |                   | Ruolo | Calciatore         |
| -- | ----------------- | ----- | ------------------ |
|    | Italia (bandiera) | C     | Giuseppe Pagni     |
|    | Italia (bandiera) | C     | Tullio Scanferlini |
|    | Italia (bandiera) | A     | Pietro Arcari      |
|    | Italia (bandiera) | A     | Aldo Barbieri      |
|    | Italia (bandiera) | A     | Giovanni Moretti   |
|    | Italia (bandiera) | A     | Bruno Poletti      |
|    | Italia (bandiera) | A     | Mario Romani       |
|    | Italia (bandiera) | A     | Giulio Rossi       |
|    | Italia (bandiera) | A     | Benedetto Stella   |
|    | Italia (bandiera) | A     | Mariano Tansini    |
|    | Italia (bandiera) | A     | Giuseppe Torriani  |

## Calciomercato
| Acquisti | Acquisti           | Acquisti   | Acquisti |
| R.       | Nome               | da         | Modalità |
| -------- | ------------------ | ---------- | -------- |
| A        | Aldo Barbieri      | SPAL       | -        |
| P        | Alessandro Bonetti | Triestina  | -        |
| C        | Antonio Bortoletti | Triestina  | -        |
| C        | Andrea Capitanio   | Triestina  | -        |
| C        | Arrigo Fibbi       | Triestina  | -        |
| C        | Tullio Scanferlini | Dolo       | -        |
| C        | Benedetto Stella   | Pro Patria | -        |
| A        | Mariano Tansini    | Padova     | -        |

| Cessioni | Cessioni           | Cessioni        | Cessioni |
| R.       | Nome               | a               | Modalità |
| -------- | ------------------ | --------------- | -------- |
| C        | Aldo Biffi         | Catanzarese     | -        |
| C        | Guerrino Cattaneo  | Cagliari        | -        |
| C        | Attilio Kossovel   | Atalanta        | -        |
| A        | Mario Magnozzi     | Livorno         | -        |
| C        | Mario Malatesta    | Sampierdarenese | -        |
| C        | Giuseppe Marchi    | Catania         | -        |
| C        | Luigi Oscar Moroni | Lucchese        | -        |
| D        | Francesco Pomi     | Locarno         | -        |

## Risultati

### Serie A

#### Girone di andata
| Arbitro: | Dattilo (Roma) |

|               |           |  |
| Perazzolo 12’ | Marcatori |  |

| Arbitro: | Mattea (Torino) |

|                                                |           |                           |
| Torriani 4’ Romani 57’ Tansini 62’ Moretti 70’ | Marcatori | 61’ Gabriotti 86’ Salatin |

| Arbitro: | Beretta (Novi Ligure) |

|                                 |           |                    |
| Foglia 9’ Montesanto 78’ (rig.) | Marcatori | 67’ (aut.) Fiorini |

| Arbitro: | Turbiani (Ferrara) |

|                             |           |              |
| Tansini 46’, 85’ Romani 62’ | Marcatori | 34’ Magnozzi |

| Arbitro: | Bertoli (Vicenza) |

|                  |           |                                   |
| Mazzoni 20’, 81’ | Marcatori | 78’ (rig.) Arcari III 87’ Moretti |

| Arbitro: | Scorzoni (Bologna) |

|                                     |           |  |
| Arcari III 20’, 76’ Romani 47’, 49’ | Marcatori |  |

| Arbitro: | Levrero (Genova) |

|                           |           |                            |
| Arcari III 17’ Stella 36’ | Marcatori | 29’ Spivach 78’ Busini III |

| Arbitro: | Mattea (Torino) |

|                           |           |  |
| Meazza 56’, 82’ Pitto 66’ | Marcatori |  |

| Arbitro: | Scarpi (Dolo) |

|                |           |  |
| Arcari III 58’ | Marcatori |  |

| Arbitro: | Gonani (Ravenna) |

|                       |           |                     |
| Rocco 9’ Niccolai 70’ | Marcatori | 19’, 90’ Arcari III |

| Arbitro: | Turbiani (Ferrara) |

|                                            |           |  |
| Moretti 18’ Romani 56’, 81’ Arcari III 76’ | Marcatori |  |

| Arbitro: | Ciamberlini (Genova) |

|              |           |            |
| Riccardi 71’ | Marcatori | 19’ Stella |

| Arbitro: | Bertoli (Vicenza) |

|                                      |           |              |
| Moretti 1’, 74’ Caligaris 60’ (aut.) | Marcatori | 16’ Cesarini |

| Arbitro: | Mastellari (Bologna) |

|                              |           |            |
| Ruffino 44’ Chiecchi III 54’ | Marcatori | 30’ Romani |

| Arbitro: | Gianni (Pisa) |

|              |           |  |
| Rossetti 72’ | Marcatori |  |

| Arbitro: | Gonani (Ravenna) |

|                       |           |  |
| Stella 20’ Cresta 38’ | Marcatori |  |

| Arbitro: | Salvagno (Trieste) |

|                                                       |           |                             |
| Moretti 23’, 38’, 60’ Arcari III 25’, 26’, 53’ (rig.) | Marcatori | 16’ Migliavacca 50’ Autelli |

#### Girone di ritorno
| Arbitro: | Mazza (Torre del Greco) |

|                                 |           |  |
| Cresta 3’ Arcari III 55’ (rig.) | Marcatori |  |

| Arbitro: | Bevilacqua (Viareggio) |

|                                       |           |  |
| Guarisi 16’ Fantoni III 47’, 55’, 78’ | Marcatori |  |

| Arbitro: | Melandri (Genova) |

|                |           |               |
| Arcari III 73’ | Marcatori | 50’ Reguzzoni |

| Arbitro: | Bonivento (Venezia) |

|                                         |           |  |
| Busoni 22’, 69’ Ferrara 70’ Alberti 79’ | Marcatori |  |

| Arbitro: | Scorzoni (Bologna) |

|                |           |  |
| Arcari III 51’ | Marcatori |  |

| Arbitro: | Gonani (Ravenna) |

|                                      |           |  |
| Gibertoni 12’ Bianchi 14’ Perini 65’ | Marcatori |  |

| Padova 4 marzo 1934 24ª giornata | Padova         | 0 – 0 | Milan | Stadio Silvio Appiani\| Arbitro: \| Dattilo (Roma) \| |
| Arbitro:                         | Dattilo (Roma) |       |       |                                                       |

| Arbitro: | Scorzoni (Bologna) |

|           |           |                          |
| Rossi 58’ | Marcatori | 71’ Demaria I 79’ Meazza |

| Arbitro: | Turbiani (Ferrara) |

|                |           |                |
| Costantino 50’ | Marcatori | 70’ Arcari III |

| Arbitro: | Sassi (Roma) |

|  |           |                  |
|  | Marcatori | 42’ (rig.) Rocco |

| Arbitro: | Bonivento (Venezia) |

|                      |           |                           |
| Silano 14’, 21’, 89’ | Marcatori | 70’ Cresta 27’, 54’ Fibbi |

| Arbitro: | Turbiani (Ferrara) |

|                                  |           |  |
| Moretti 52’ Fibbi 70’ Cresta 88’ | Marcatori |  |

| Arbitro: | Ciamberlini (Genova) |

|                                              |           |  |
| Ferrari 5’, 10’ Borel II 15’ Sernagiotto 47’ | Marcatori |  |

| Arbitro: | Gonani (Ravenna) |

|           |           |  |
| Fibbi 43’ | Marcatori |  |

| Arbitro: | Zorzi (Belluno) |

|             |           |  |
| Moretti 86’ | Marcatori |  |

| Arbitro: | Beretta (Novi Ligure) |

|                       |           |            |
| Casalino 8’ Piola 12’ | Marcatori | 44’ Cresta |

| Casale Monferrato 26 aprile 1934 34ª giornata | Casale               | 0 – 0 | Milan | Stadio Natale Palli\| Arbitro: \| Mastellari (Bologna) \| |
| Arbitro:                                      | Mastellari (Bologna) |       |       |                                                           |

## Statistiche

### Statistiche di squadra
| Competizione | Punti | In casa | In casa | In casa | In casa | In casa | In casa | In trasferta | In trasferta | In trasferta | In trasferta | In trasferta | In trasferta | Totale | Totale | Totale | Totale | Totale | Totale | DR |
| Competizione | Punti | G       | V       | N       | P       | Gf      | Gs      | G            | V            | N            | P            | Gf           | Gs           | G      | V      | N      | P      | Gf     | Gs     | DR |
| ------------ | ----- | ------- | ------- | ------- | ------- | ------- | ------- | ------------ | ------------ | ------------ | ------------ | ------------ | ------------ | ------ | ------ | ------ | ------ | ------ | ------ | -- |
| Serie A      | 33    | 17      | 12      | 2       | 3       | 38      | 14      | 17           | 0            | 7            | 10           | 12           | 35           | 34     | 12     | 9      | 13     | 50     | 49     | +1 |

### Statistiche dei giocatori
| Giocatore      | Serie A  | Serie A |
| Giocatore      | Presenze | Reti    |
| -------------- | -------- | ------- |
| P. Arcari      | 34       | 15      |
| A. Barbieri    | 3        | 0       |
| A. Bonetti     | 4        | -5      |
| G. Bonizzoni   | 34       | 0       |
| A. Bortoletti  | 33       | 0       |
| G. Buila       | 1        | 0       |
| A. Capitanio   | 19       | 0       |
| D. Compiani    | 30       | -42     |
| L. Cresta      | 19       | 5       |
| A. Fibbi       | 12       | 4       |
| P. Maestroni   | 2        | 0       |
| G. Moretti     | 31       | 9       |
| G. Pagni       | 1        | 0       |
| L. Perversi    | 19       | 0       |
| B. Poletti     | 0        | 0       |
| C. Rigotti     | 25       | 0       |
| M. Romani      | 22       | 7       |
| G. Rossi       | 15       | 1       |
| T. Scanferlini | 2        | 0       |
| B. Stella      | 22       | 3       |
| M. Tansini     | 13       | 3       |
| G. Torriani    | 33       | 1       |